# Рауда
Рауда (њем. Rauda) општина је у њемачкој савезној држави Тирингија. Једно је од 93 општинска средишта округа Зале-Холцланд. Према процјени из 2010. у општини је живјело 312 становника. Посједује регионалну шифру (AGS) 16074072.

## Географски и демографски подаци
Рауда се налази у савезној држави Тирингија у округу Зале-Холцланд. Општина се налази на надморској висини од 200 метара. Површина општине износи 3,1 km². У самом мјесту је, према процјени из 2010. године, живјело 312 становника. Просјечна густина становништва износи 101 становника/km².